# Potu
Potu is een bestuurslaag in het regentschap Dompu van de provincie West-Nusa Tenggara, Indonesië. Potu telt 3781 inwoners (volkstelling 2010).